# AdventureQuest
《AdventureQuest》（亦按網站名稱為Battleon）是一個由Artix Entertainment研製的線上單人電子角色扮演遊戲。此遊戲由2002年開始對外開放。向量圖形、Flash及動畫等技術均可以在遊戲中找到。

## 遊戲設定
在此遊戲中，內容多也是圍繞著跟怪獸戰鬥。怪獸跟玩家會輪著攻擊對方。當輪到玩家時，可以作出以下設定：
- 攻擊 Attack（用手中的武器攻擊對方）
- 念咒語 Spells（每位玩家最多可有八種咒語選擇）
- 更換武器 Weapons（每位玩家最多可持有八種武器）
- 使用物品 Items（每位玩家最多可持有八種物品，補HP藥水及補MP藥水不受此限）
- 穿上盔甲 Armor（每位玩家最多可持有八種盔甲）
- 呼喚寵物 Pets（每位玩家最多可持有八隻寵物）
- 離開戰鬥 Flee（每次中場離開戰鬥會使用到SP，而SP可被怪獸攻擊所增加）

### 屬性、防禦參數
此遊戲共有九種屬性設定。其中八種屬性兩兩相對，形成四對各自互相對立的屬性，在人物資料表上依照位置排列為「火、水、風、冰、土、雷、光、闇」。當中火冰相對、風土相對、水雷相對、光闇相對。至於第九種屬性有時會被稱為「空」（Void）、或「元素X」（Element X）、或「害」（Harm），對玩家而言只能在持有特定的兵器在一定的觸發條件下才能使用，但是使用這種屬性攻擊時，敵人對另外八種屬性的抵抗力俱不能對第九種屬性起作用。
在此遊戲之中有所謂「防禦參數」（Defense Modifier，即「對不同屬性的抵抗力」）的數值，以百分數表示，此百分數表示了人物在受到相應屬性的攻擊時真正會受到的傷害。此數值愈小，人物對相應屬性的攻擊防禦力愈大（所受到的傷害愈小）。玩家的防禦參數完全由其裝備決定。而怪物的防禦參數通常會依照其攻擊的屬性變化。

### 攻擊形式及其防禦力
另外，此遊戲共有三種攻擊形式：近距離（Melee）、遠程（Ranged）、魔法（Magic）。
這三種攻擊形式都有獨立的防禦力數值，以判定人物能夠閃避此類攻擊的機率。

### 能力值
人物本身的能力值有六種：力量（Strength）、敏捷（Dexterity）、智力（Intellect）、耐久（Endurance）、魅力（Charisma）、吉運（Luck）。
- 力量：判定人物本身近距離攻擊的威力及命中率。
- 敏捷：判定人物閃避攻擊的機率、人物本身遠程攻擊的威力、人物本身所有攻擊的命中率。
- 智力：判定MP最大值、人物本身魔法攻擊的威力及命中率。
- 耐久：判定HP最大值。
- 魅力：判定寵物的攻擊機率及命中率。
- 吉運：判定在戰鬥開始時，先手及後手的順序，以及人物本身所有攻擊的命中率。

玩家的能力值可以利用「訓練員」（Trainer）改變。

### 技能指數
技能指數分別有四種，分別是：
HP（Health Point）
中文為生命值，生命值會被怪獸攻擊而減少。除了可以喝補HP藥水補充生命值，還可以使用某些較高級的武器可以令自己的生命值增加。在遊戲中的顏色為紅色。
MP（Mana Point）
中文為魔力值，當玩家使用魔法、特殊攻擊等較特別的攻擊時會使用到。除了可以喝補MP藥水補充MP，還可以使用某些較高級的武器可以令自己的MP增加。在遊戲中的顏色為藍色。
SP（Skill Point）
中文為技能點，當玩家想在中途離開戰鬥或喝補HP/MP藥水時會被花費SP。每一位玩家一開始時會有50點SP，然後每進一級（Level）時會增加5點。每一回合會自動增加SP，增加的量隨等級而不同。如果一位玩家被怪物戰勝，玩家的SP便會重新算起。在遊戲中的顏色為綠色。
EXP（Experience Point）
中文為經驗值，每玩家打贏了一隻怪物就會增加經驗值（跟怪物的難度有關係）。在遊戲中的顏色為黃色。當玩家擁有一定的經驗值時就會升級，這時經驗值會被重新點算。

## 开发
《AdventureQuest》是Artix Entertainment的第一個遊戲。這個遊戲越來越流行，註冊人數不斷急升，並于2004年7月註冊人數突破一百萬大關。亦在2005年7月用戶人數更突破五百萬。此驚人的增長使Artix Entertainment加入一些需要付費才能玩的情節及Z-Tokens（一種在遊戲中的虛擬貨幣）。
整個計劃主要由Adam Bohn帶領，而《AdventureQuest》的研發者為Tony Deller。Zhoom、Minimal、Captain Rhubarb 及 Rolith 負責維護及運作程式部份。Courtney Nawara為主要帶領顧客方面者及Artix Entertainment的求助頁面，Reens則是論壇的管理員。